# 李淳 (學者)

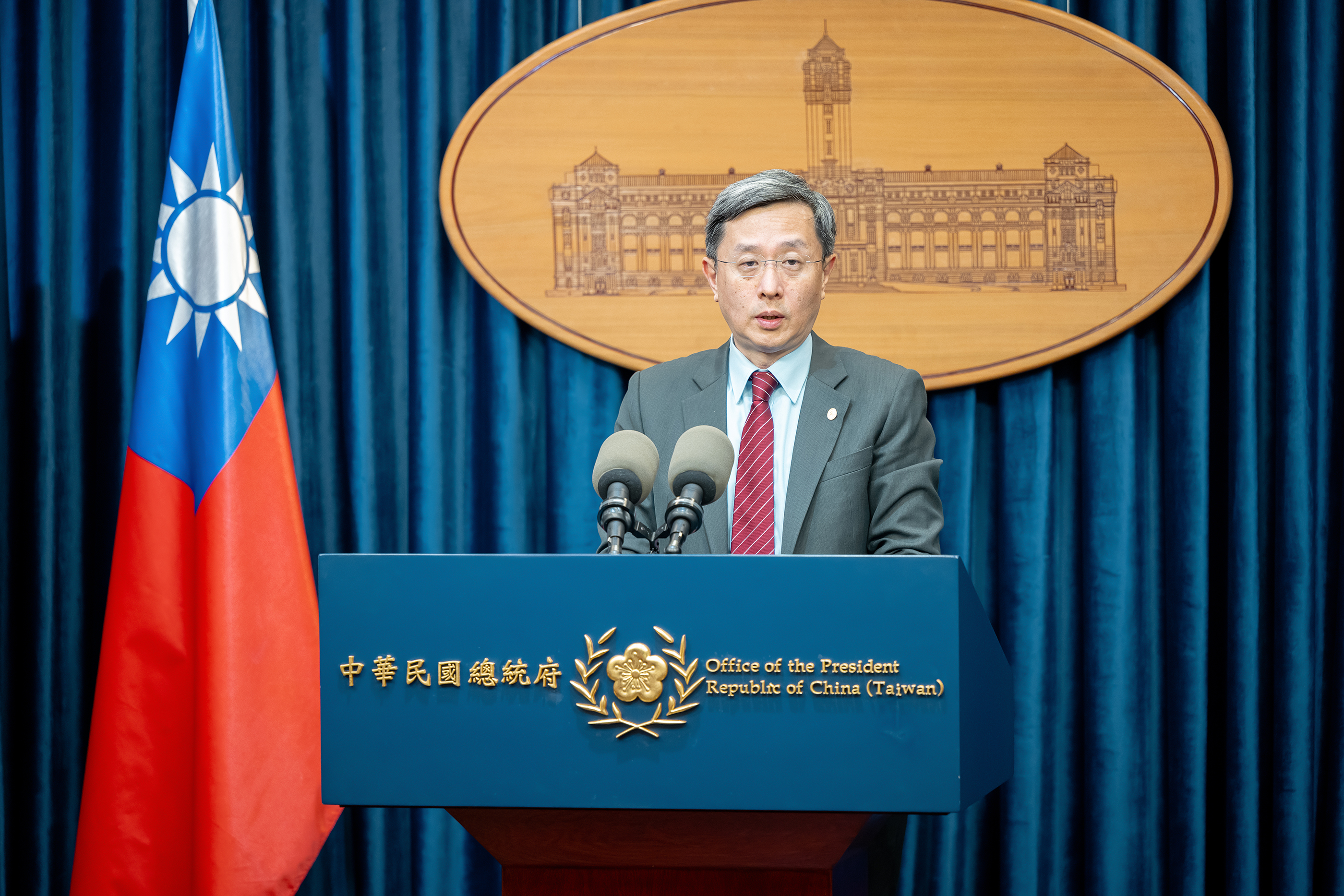
2023年8月，外交部政務次長李淳說明總統蔡英文出訪邦交國史瓦帝尼行程規劃

李淳，臺灣經濟學家、中華民國政府官員暨外交官。畢業於輔仁大學法律學系學士、國立中正大學法律研究所碩士、澳洲國立大學公共政策研究所博士。曾任台灣通訊學會秘書長、行政院大陸委員會／財團法人國際合作發展基金會諮詢委員、行政院國際經貿策略小組產學諮詢會／經濟部貿易調查委員會委員、富邦金融控股独立董事、中華經濟研究院WTO及RTA中心資深副執行長、外交部政務次長、外交部資料開放諮詢小組召集人、行政院經貿談判辦公室副總談判代表、駐歐盟兼駐比利時代表處大使銜代表等職務。

## 專長
李淳專長法律與公共政策，研究領域包括世界贸易组织（WTO）、服務貿易、非關稅貿易措施、兩岸與區域經濟整合、數位匯流政策等，經歷也多與經貿發展有關。

## 職業生涯
2020年8月，中華經濟研究院（中經院）WTO及RTA中心副執行長李淳對於海峽兩岸經濟合作架構協議（ECFA）簽署已滿10年，外界有中國大陸將終止該協議的疑慮，表示ECFA沒有所謂的10年條款，只有內建的終止條款。但如果ECFA終止，兩岸在經濟上會越來越遠，永遠沒有回頭路。
2021年11月，臺灣「四大公投案」於12月舉行投票，中央選舉委員會舉辦反萊豬公投意見發表會，由李淳擔任反方代表。李淳表示，若反萊豬公投案通過會讓臺灣加入不了跨太平洋夥伴全面進展協定（CPTPP），「其原因有二：第一，這意味蔡總統過去在國際承諾的跳票，等於臺灣在國際自我承諾跳票的問題；第二，臺灣明明可以採用國際標準，但卻因公投案不用國際標準，這樣當我們的談判代表申請加入CPTPP的時候，CPTPP的11國必然會對我方談判代表有所質疑。」「禁止萊豬進口後，影響最大就是美國，雖我國進口豬肉主要是加拿大、歐盟等國，但他們都不採用萊劑，等於只會影響到美豬，因此反萊豬，美國是最大的衝擊者。美國會認為臺灣因公投這種行為不接受國際標準，美國更會對臺灣生氣，認為臺灣從馬英九、陳水扁到蔡英文總統，這已是第三次出爾反爾。」
2023年1月，行政院公布新內閣名單，外交部政務次長由中經院WTO及RTA中心資深副執行長李淳擔任。李淳表示，外交部長吳釗燮邀請入閣時，心裡十分驚訝，因為過去經歷大多在經貿議題上，但「部長給我三個理由，第一我的個人特質很適合、第二就是經貿專長、第三就是外語能力。」觀察到臺灣現在身處的國際情勢，確實對「非傳統外交」人士有些發揮的空間，臺灣的科技競爭力、供应链角色，都是在國際上最受重視的議題。並表示在中經院時就常接待外賓訪團，「我本來就在協助臺灣推動外交工作。」「我可以嘗試帶著外交部Thinking out of the box（跳出常規思考），協助臺灣邁入外交新局面。」至於「個人特質」，李淳說大概是他「很能聊」，外交人員工作重點之一，就是要讓外交場合保持「熱場」，而且聊的話題要讓對方感興趣。

## 外部連結
- 李淳等. . 中華經濟研究院.
- 李淳. . 風傳媒.   [2023-05-16]. （原始内容存档于2023-05-16）.
- 瑞迪. . 法国国际广播电台. 2023年1月20日  [2023年5月16日]. （原始内容存档于2023年5月16日）.
- Jenny Leonard and Debby Wu. . Bloomberg. 2023-04-14.